# Адам Зреляк
Адам Зреляк (словац. Adam Zreľák, нар. 5 травня 1994, Стара Любовня, Словаччина) — словацький футболіст, нападник польського клубу «Варта» та національної збірної Словаччини.

## Клубна кар'єра
Адам Зреляк є вихованцем словацького клубу «Ружомберок». 3 березня 2013 року він дебютував на професійному рівні у матчі чемпіонату Словаччини. У січня 2014 року нападник був на перегляді у російському клубі ЦСКА, та повернувся до Словаччини, де продовжив виступи у столичному клубі «Слован». Другу половину сезону 2016/17 Зреляк грав у чеському клубі «Яблонець».
А вже звідти за 1 млн євро словацький нападник перейшов до німецького «Нюрнберга». Наприкінці лютого 2019 року на тренуванні Зреляк порвав хрестоподібну зв'язку і до кінця сезону зилишився поза грою. Через два роки у лютому 2021 року футболіст попросив керівництво «Нюрнберга» про дочасне розірвання контракту. Керівний штаб клубу пішов на зустріч футболісту.
І в тому ж місяці Зреляк уклав угоду до кінця сезону з польським клубом «Варта» з Познані. По завершенні сезону контракт було продовжено.

## Збірна
У 2017 році у складі молодіжної збірної Словаччини Адам Зреляк брав участь у молодіжній першості Європи у Польщі. У 2013 році у віці 19 - ти років Адам Зреляк дебютував у національній збірній Словаччини.